# Дніпряни
Дніпря́ни (до 1946 року — Британи) — селище в Україні, у Новокаховській міській громаді Каховського району Херсонської області.

## Географія
Розташоване на березі р. Дніпра, між містом Нова Каховка і селом Корсунка. Вважається, що Британи були засновані у 1791 р., проте існує дискусія з цього приводу.
На північо-західній околиці селища з правого берега Дніпра витікає річка Річище.

## Історія
Первісна назва поселення — Британ — походить від перших поселенців — запорожських козаків. Назва має чіткий взаємозв'язок з місцевими гідронімами, про що свідчить назва однойменного острова напроти села. Згодом назва Британ замінюється назвою Британи.
Станом на 1886 рік у селі Британи Каховської волості Дніпровського повіту Таврійської губернії мешкало 872 особи, налічувалось 132 двори, існувала молитовний будинок та 3 лавки.
За переписом 1897 року кількість мешканців зросла до 1574 осіб (805 чоловічої статі та 769 — жіночої), з яких 1480 — православної віри.
Це селище відігравало значну роль в економічному розвитку Дніпровського повіту Тавричеської губернії. Через нього проходили дороги на Маслівку, Велику Маячку, Чорнянку, Каховку, Козачі Лагері. В селищі існував базар. Досі воно відоме своїми виноградниками, садами та пшеничними полями. З другої половини ХІХ ст. в Британах і навколо нього оселяються німецькі підприємці, а у 1889 році група швейцарських виноградарів з поселення Шабо придбала 1000 га земель при Британі, на яких були закладені виноградники. Завдяки значному поширенню виноградарства в 1921—1929 роках в Британах активно діяла Спілка кооперативних товариств виноградарів і виноробів «Бритвин», яка в свою чергу була частиною кооперативної спілки «Дніпровинсоюз».
У 1920-х почався процес розкуркулення, почалися репресії проти селян, багато господарів було вивезено в Сибір чи просто знищено активістами комуністичної партії. Земля, сади та виноградники були майже знищені новою владою. Знищення працьовитого населення Дніпрян помножене на посуху й антиукраїнську політику комуністичної партії призвело до трьох періодів голоду в селі — 1925 та 1932—1933 р.р. Деякі виживали завдяки винахідливості — варили супи з кори дерев та трав. Деякі вмирали, так і не дочекавшись полегшення.
У 1941 р. комуністичний гніт змінився на нацистський. Під гаслами свободи та можливостей заробітку багатьох парубків та дівчат вивозили на примусову працю до Німеччини. Деякі працювали на заводах IG Farben. Деякі повернулися, багато хто ні. Після звільнення від фашистів селищем знов опанував голод (1947).
05.02.1965 Указом Президії Верховної Ради Української РСР передано Дніпрянську селищну Раду Каховського району в підпорядкування Новокаховській міській Раді.
2 жовтня 2018 року Дніпряни увійшли до складу Новокаховської територіальної громади.

## Російське вторгнення в Україну (з 2022)
В кінці лютого 2022 року, з початком повномасштабного вторгнення Росії в Україну, село опиняється під контролем російських військ.
Під час окупації села староста Віталій Гура перейшов на бік окупантів та в жовтні 2023 на одному з засідань у Новій Каховці був обраний окупаційним головою Новокаховського округу.
В середині листопада 2022 року, під час відступу російських військ з Правобережжя річки Дніпро, ЗСУ завдали артилерійського удару по російській військовій базі в Дніпрянах.
6 червня 2023 року російські війська підірвали дамбу Каховської ГЕС, вода полилась за нижньою течією річки Дніпро, починаючи підтоплювати селище.
7 червня, за словами місцевих мешканців, в селі було затоплено вулицю Набережну та дорогу до сусіднього села Корсунка, в процесі затоплення російські війська грабували будинки місцевих жителів та не оголошували евакуацію на більш безпечні території.
15 червня російські війська, з метою звинуватити Збройні сили України, скинули Керовану авіабомбу вагою в 500 кілограм на один з житлових будинків села, внаслідок чого загинула дитина, а будинок зруйновано.
Вночі 17 серпня  російські війська обстріляли селище, поранивши місцевого жителя та пошкодивши газопровід.
30 листопада російським обстрілом пошкоджено житловий будинок.
20 грудня російські військові вчергове обстріляли центральну частину селища, вбивши 1 цивільну людину та поранивши ще двох.
21 березня Повітряні сили ЗСУ знищили зведену роту забезпечення переправи 205-ї окремої гвардійської мотострілецької бригади РФ у Дніпрянах. Разом з окупантами знищено ворожі плавзасоби, військове майно та підсобне приміщення, заповнене технічними засобами.